# Redwood City
Redwood City is een voorstad van San Francisco, gelegen in de San Francisco Bay Area in San Mateo County. De haven van Redwood City is de enige diepwaterhaven op het gehele San Francisco schiereiland.

## Demografie
Bij de volkstelling in 2000 werd het aantal inwoners vastgesteld op 75.402.
In 2006 is het aantal inwoners door het United States Census Bureau geschat op 73.691, een daling van 1711 (-2.3%).

## Geografie
Volgens het United States Census Bureau beslaat de plaats een oppervlakte van
89,5 km², waarvan 50,4 km² land en 39,1 km² water.

## Plaatsen in de nabije omgeving
De onderstaande figuur toont nabijgelegen plaatsen in een straal van 8 km rond Redwood City.

## Geboren
- Paul Stocker (1952-2025), jazzmuzikant
- Jon Huntsman (1960), gouverneur van Utah (2005-2009) en ambassadeur
- Rex Walheim (1962), astronaut
- Cedric Bixler Zavala (1974), zanger en muzikant
- Christopher Tin (1976), componist
- Ross Malinger (1984), acteur
- Alex Black (1989), acteur